# الأرة (المفلحي)

تعديل مصدري - تعديل

الارة هي إحدى قرى عزلة المفلحي بمديرية المفلحي التابعة لمحافظة لحج، بلغ تعداد سكانها 154 نسمة حسب تعداد اليمن لعام 2004.